# Lucien Bouchardeau
Lucien Bouchardeau (* 18. Dezember 1961 in Niamey; † 20. Februar 2018 ebenda) war ein nigrischer Fußballschiedsrichter.

## Werdegang
Lucien Bouchardeau begann seine Laufbahn als Fußballschiedsrichter im Jahr 1987. Er sollte insgesamt rund 200 Spiele leiten, darunter 88 Länderspiele von 1993 bis 1998.
Er kam bei der Fußball-Afrikameisterschaft 1996 in Südafrika und bei den Olympischen Sommerspielen 1996 in Atlanta zum Einsatz, gefolgt von seiner Tätigkeit als Schiedsrichter bei den Mittelmeerspielen 1997 in Italien, beim FIFA-Konföderationen-Pokal 1997 in Saudi-Arabien und bei der Fußball-Afrikameisterschaft 1998 in Burkina Faso.
Im Zuge der Fußball-Weltmeisterschaft 1998 in Frankreich entschied Bouchardeau beim Spiel Italien gegen Chile nach einem fraglichen Handspiel durch den Chilenen Ronald Fuentes zu einem späten Strafstoß – eine umstrittene Entscheidung, die es den Italienern erlaubte, das Spiel unentschieden zu beenden. Bouchardeau gab im Anschluss der Sportzeitung Tuttosport ein Interview, in dem er seine Angst vor dem Ende seiner Schiedsrichterkarriere äußerte. Die FIFA-Regeln verboten allerdings Schiedsrichtern derartige Interviews, woraufhin er von der Weltmeisterschaft suspendiert wurde.
Bouchardeau verließ 2001 den nigrischen Fußballverband Fédération Nigérienne de Football im Streit, um dagegen zu protestieren, dass dieser weder für die Fußball-Afrikameisterschaft 2002 noch für die Fußball-Weltmeisterschaft 2002 einen Schiedsrichter aus Niger vermittelt hatte. Im Jahr 2002 händigte FIFA-Präsident Sepp Blatter Bouchardeau 25.000 Dollar aus. Blatter zufolge geschah dies im Tausch gegen vertrauliche Informationen über Korruption im afrikanischen Fußball sowie aus humanitären Gründen. Zuvor hatte FIFA-Generalsekretär Michel Zen-Ruffinen den Vorwurf erhoben, die Zahlung wäre erfolgt, um an dem CAF-Vizepräsidenten und Blatter-Gegner Farah Addo schadende Informationen zu gelangen.
Zuletzt schwer krank, benötigte Lucien Bouchardeau eine medizinische Behandlung im Ausland, für die er selbst nicht die Mittel aufbringen konnte. Er wandte sich an Staatspräsident Mahamadou Issoufou, der die dafür benötigte Summe von 10 Millionen CFA-Franc (zu jener Zeit etwas mehr als 15.000 Euro) freigab. Noch bevor Bouchardeau ausreisen konnte, starb er 2018 in seinem Heimatland.